# Wspólnota administracyjna Uffenheim
Wspólnota administracyjna Uffenheim – wspólnota administracyjna (niem. Verwaltungsgemeinschaft) w Niemczech, w kraju związkowym Bawaria, w rejencji Środkowa Frankonia, w regionie Westmittelfranken, w powiecie Neustadt an der Aisch-Bad Windsheim. Siedziba wspólnoty znajduje się w mieście Uffenheim, a jej przewodniczącym jest Georg Schöck.
We wspólnocie zrzeszona jest jedna gmina miejska (Stadt), dwie gminy targowe (Markt) oraz sześć gmin wiejskich (Gemeinde)
- Ergersheim, 1 113 mieszkańców, 30,04 km²
- Gollhofen, 828 mieszkańców, 17,03 km²
- Hemmersheim, 686 mieszkańców, 23,86 km²
- Ippesheim, gmina targowa, 1 138 Einwohner, 23,56 km²
- Markt Nordheim, gmina targowa, 1 144 Einwohner, 39,32 km²
- Oberickelsheim, 699 mieszkańców, 18,22 km²
- Simmershofen, 881 mieszkańców, 34,19 km²
- Uffenheim, miasto, 6 217 mieszkańców, 59,47 km²
- Weigenheim, 1 011 mieszkańców, 32,66 km²